# Louis Boisrond-Canal
Louis Auguste Boisrond-Canal, Boisrond-Canal jeune, född 1 mars 1847 Les Cayes, Haiti, död 1940, Port-au-Prince, var en politiker på Haiti. Han satt som medlem i kommitionen för allmän ordning, som styrde några dagar 2 december-5 december 1908, och var yngre bror till Pierre Boisrond-Canal.